# Grammatonotus lanceolatus
Grammatonotus lanceolatus är en fiskart som först beskrevs av Kotthaus, 1976.  Grammatonotus lanceolatus ingår i släktet Grammatonotus och familjen Callanthiidae. Inga underarter finns listade i Catalogue of Life.